# 피터 마셜
피터 마셜(Peter Marshall, 1926년 3월 30일 ~ 2024년 8월 15일)은 미국의 TV 사회자, 배우, 라디오 DJ이다.

## 영화
- 웨이트 포 유어 래프 (2017년)
- 마이 뮤직: 더 빅 밴드 이어스 (2009년) - 진행자 역
- TV의 선구자 (2008년)
- 호스맨(영어판) (2007년)
- 모먼츠 투 리멤버: 마이 뮤직 (2006년) - 본인 역
- 애니 (1982년)
- 아메리카슨 (1979년)
- 사랑의 유람선 (1977년)
- 기동순찰대 (1977년)
- 테이크 미 하이 (1973년)
- 달빛 스캔들 (1971년)
- 엔사인 펄버 (1964년)
- 스타리프트 (1951년)